# えちごトキめき鉄道妙高はねうまライン
妙高はねうまライン（みょうこうはねうまライン）は、新潟県妙高市の妙高高原駅と、同県上越市の直江津駅を結ぶ、えちごトキめき鉄道の鉄道路線である。

## 概要
元は東日本旅客鉄道（JR東日本）信越本線の一部で、2015年（平成27年）3月14日の北陸新幹線・長野駅 - 金沢駅間延伸開業の際、並行在来線として経営分離された区間のうち、新潟県内の区間にあたる。なお、長野県内はしなの鉄道が継承した。
路線名は移管前に公募の上、株主アンケートの結果を踏まえ、検討委員会から取締役会に提案されたもので、春に沿線の妙高山の中腹に現れる雪形「跳ね馬（はねうま）」から、馬が前足を高く跳ね上げた躍動的なイメージを表現したものである。
また日本貨物鉄道（JR貨物）は、経営移管後も引き続き全線にわたって第二種鉄道事業者となっている。近年は移管前から定期貨物列車の運行はないが、総合車両製作所新津事業所および新潟トランシスからJR東日本長野支社およびしなの鉄道向け新型車両の甲種輸送や非常時における貨物輸送の迂回経路として維持されており、えちごトキめき鉄道は国から貨物経路確保措置に関する補助金を受給している。
なお、線内ではSuicaなどの交通系ICカードの利用はできない。

### 路線データ
- 管轄・路線距離（営業キロ）：
  - えちごトキめき鉄道（第一種鉄道事業者）：
    - 妙高高原 - 直江津間 37.7km
キロポストは移管前の信越本線のもの（高崎起点）がそのまま使用され、線内各踏切に記載されているキロ数表示も高崎からの通算表示となっている。

  - 日本貨物鉄道（第二種鉄道事業者）：
    - 妙高高原 - 直江津間 37.7km
- 軌間：1067mm
- 駅数：10駅（起終点駅含む）
- 複線区間：なし（全線単線）
  - 妙高高原 - 関山間の一部（白田切川橋りょうなど）で、1982年に行われた新線への移設時に複線化の準備が行われているが、工事には至っていない。
- 電化区間：全線電化（直流1500V）
- 閉塞方式：自動閉塞式
- 最高速度：95km/h
- 保安装置：
  - ATS-SN
  - ATS-Ps（直江津駅構内のみ）
- 運転指令所：（名称不明 上越市内）[7]
  - 開業から2017年4月6日までは新潟総合指令室（東日本旅客鉄道）から自社職員が実施。
- IC乗車カード対応区間：なし

## 歴史

### 国鉄・JR時代
- 1886年（明治19年）8月15日：新潟県内初の鉄道として官設鉄道直江津駅 - 関山駅間が開業。直江津駅・高田駅・新井駅・関山駅が開業。
- 1888年（明治21年）
  - 5月1日：関山駅 - 長野駅間が延伸開業。田口駅が開業。
  - 10月12日：国有鉄道線路名称制定により高崎駅 - 新潟駅間が信越線と命名。
- 1911年（明治44年）5月1日：二本木駅が開業。
- 1918年（大正7年）11月1日：脇野田信号所が開設。
- 1921年（大正10年）8月15日：脇野田信号所を駅に変更し、脇野田駅が開業。
- 1928年（昭和3年）10月26日：春日山駅が開業。
- 1944年（昭和19年）：田口駅 - 関山駅間の坂口新田トンネルが偏圧により急激な変状をきたし廃止。工事を実施していた並行する明かり区間へ移設[8]。
- 1955年（昭和30年）7月15日：北新井駅が開業。
- 1961年（昭和36年）12月10日：南高田駅が開業。
- 1966年（昭和41年）8月24日：長野駅 - 直江津駅間が電化。
- 1969年（昭和44年）10月1日：田口駅を妙高高原駅に改称。
- 1978年（昭和53年）
  - 5月18日：白田切川土石流災害により、妙高高原駅 - 関山駅間で被災[9][10]。
    - これにより白田切川を暗渠で通していた築堤が崩壊。大船渡線北上川橋梁用として制作されていたトラス橋を新設の白田切川橋梁として架設し復旧[11]。

  - 9月6日：妙高高原駅 - 関山駅間が復旧[12]。
- 1982年（昭和57年）9月20日：白田切川河川改修に伴い線路付け替え、白田切川橋梁架け替え。
- 1987年（昭和62年）4月1日：国鉄分割民営化により東日本旅客鉄道に継承。
- 2002年（平成14年）12月1日：春日山駅を直江津寄り400mの位置に移転新築[13]、交換設備廃止。
- 2014年（平成26年）10月19日：脇野田駅周辺の新線の運用を開始し、同駅を西側120mの地点（新幹線駅西側）へ移設[1][2]。

### えちごトキめき鉄道移管後
- 2015年（平成27年）3月14日：えちごトキめき鉄道に移管し、路線名を妙高はねうまラインに改称。脇野田駅を上越妙高駅に改称。
- 2016年（平成28年）4月23日：観光列車「えちごトキめきリゾート雪月花」運転開始。
- 2017年（平成29年）4月7日：運行指令をJRから分離、日本海ひすいラインと統合[7]。
- 2018年（平成30年）3月17日：ダイヤ改正により信越本線との直通快速列車を縮小、あいの風とやま鉄道線・日本海ひすいラインからの直通列車を新設[14]。
- 2022年（令和4年）3月12日：ダイヤ改正により信越本線との直通快速列車を廃止[14][15]。
- 2023年（令和5年）3月18日：ダイヤ改正により北越急行ほくほく線との直通列車を廃止[16]。
- 2026年（令和8年）春頃：妙高高原駅が交通系ICカードのSuicaが対応になり北しなの線のみ利用可能になる（予定）。

## 運行形態
拠点の直江津駅を中心にダイヤを編成しており、上越妙高駅での北陸新幹線との接続を考慮したダイヤとなっている。1時間に1 - 2本程度の運行であるが、朝と夕方の通勤通学時間帯は新井駅 - 直江津駅間で運行本数が多くなる。

### 線内普通列車
妙高高原駅 - 直江津駅間の全線を運行する普通列車をメインに、新井駅（午前の1往復のみ二本木駅）- 直江津駅間の区間列車が設定されている。なお、夜間に運行される下り列車のうち3本には「おかえり上越」の列車名が付けられている。
自社のET127系電車2両編成によるワンマン運転を基本としているが、通勤通学時間帯には増結し、最大6両編成（乗務員2名体制）での運行も実施される。また、直通列車の間合い運用で自社のET122形気動車を使用する列車があるほか、「おかえり上越」のうち1本は後述の「しらゆき」からの回送と精算運用を兼ねて特急形車両であるE653系電車によって運行される。
区間内の無人駅は北新井駅と南高田駅の2駅で、ワンマン列車における両駅発着時には終日にわたり車内精算が実施される。また早朝・深夜の一部のワンマン列車では、妙高高原駅と直江津駅の2駅以外の各駅で車内精算が実施されることがある。
妙高高原駅はしなの鉄道北しなの線との境界駅となっているが、ワンマン運転の運用方法や運用車両の相違などから、直通運転は実施されていない。妙高はねうまラインと北しなの線の相互間は、定期列車においてはすべて妙高高原駅で乗り換える必要があるが、一部の時間帯を除き同一ホームで10分以内に乗り換えが可能なダイヤが編成されている。

### 日本海ひすいライン・あいの風とやま鉄道線直通列車
2018年（平成30年）3月17日ダイヤ改正より、日中に泊駅発新井駅行きで片道1本のみ運転。車両は日本海ひすいライン向けの自社車両ET122形気動車を用いる。

### 信越本線直通列車

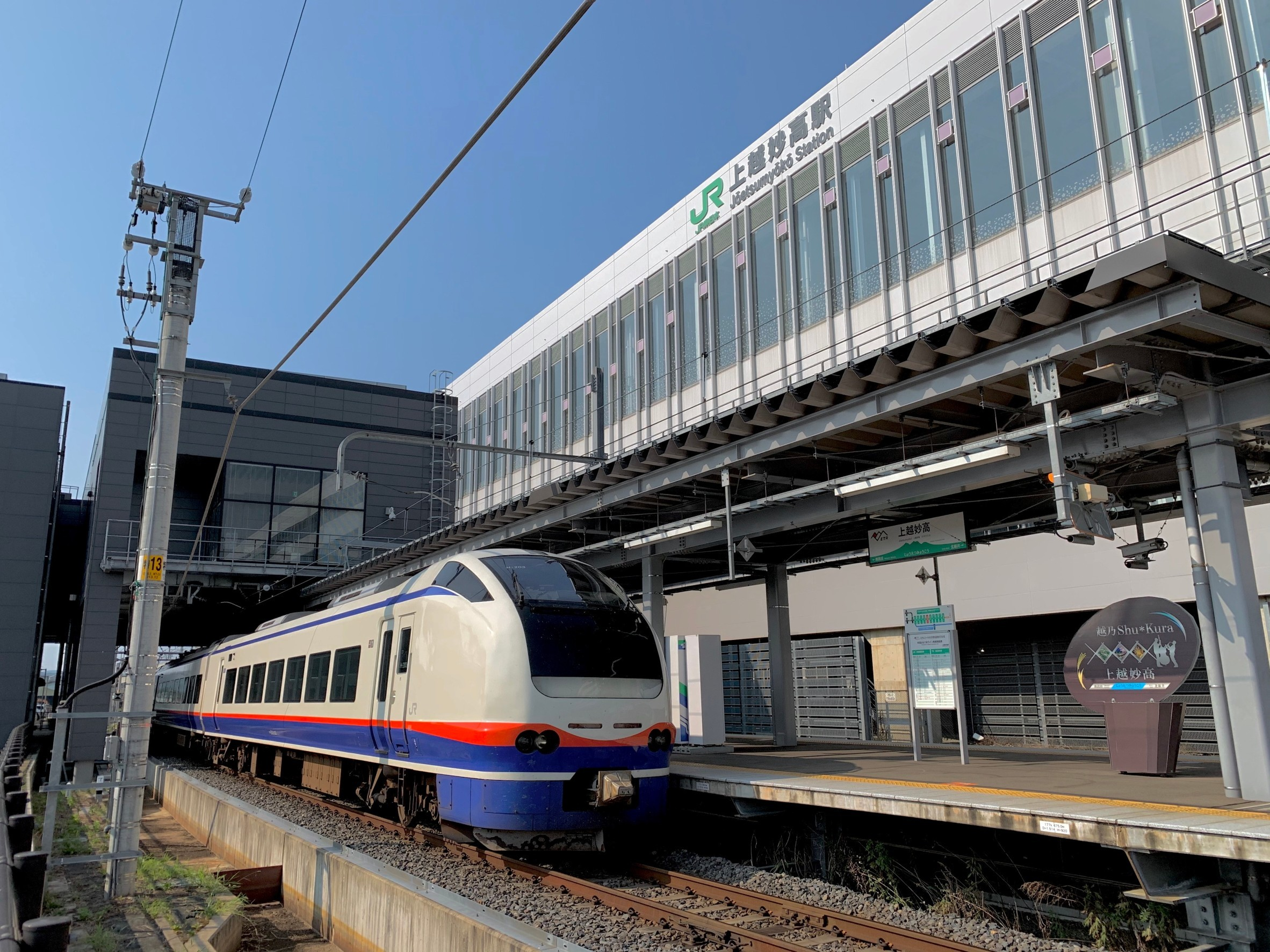
上越妙高駅に停車中の特急「しらゆき」。

信越本線方面からの直通列車として、新井駅・上越妙高駅 - 新潟駅間の特急列車「しらゆき」4往復が設定されている。また柏崎駅・柿崎駅発妙高高原駅行きの朝の上り2本の普通列車は、えちごトキめき鉄道の車両を使用して運行している。
なお、2015年（平成27年）のえちごトキめき鉄道開業時に新井駅 - 新潟駅間の快速列車が2往復設定されたが、2018年（平成30年）3月17日ダイヤ改正における輸送体系見直しにより、夜間の上り1本を除き直江津駅で系統分断された。その後、2022年（令和4年）3月12日ダイヤ改正で残りの1本も直江津駅で系統分断され、当路線への快速の乗り入れが無くなった。

### ほくほく線直通列車（運行終了）
北越急行所属のHK100形電車を用いたほくほく線からの直通列車が1日1往復（新井駅 - 直江津駅 - 越後湯沢駅間）運行されていた。上下列車とも妙高はねうまライン内は普通列車として運行されたが、新井行きの1本は越後湯沢駅 - 直江津駅間を超快速列車「スノーラビット」として運行していた。
2023年（令和5年）3月18日ダイヤ改正で廃止され、当路線へのHK100形の乗り入れが無くなった。

### 臨時列車
2014年春から高田駅発着で運行を開始した週末の臨時快速列車「越乃Shu*Kura」（「ゆざわShu*Kura」・「柳都Shu*Kura」を含む）は、発着駅を上越妙高駅に延長して運行が継続されている。
また2021年3月からは一部定期列車を土休日運休としたうえで、土休日にほぼ同時刻で運転する臨時快速列車を直江津駅 - 妙高高原駅間に1往復設定しており、同年7月からは日本海ひすいラインの観光急行用の413系・455系電車3両編成で運転されている。なお413系・455系での運行開始後は1号車が指定席とされ、『JR時刻表』『JTB時刻表』でも当該列車に一部指定席の印がつけられているが、運行開始時点では自由席扱いで、追加料金なしで乗車できた。その後同年9月からは旅行商品専用として指定席扱いが開始されたが、空席の場合は引き続き一般客も利用可能となっている。設定当初、春日山駅・北新井駅を通過していたが、2022年3月改正で春日山駅が停車駅となり、2024年3月改正で北新井駅も停車となり、各駅に停車する臨時普通列車に格下げとなった。
このほか、リゾート列車として「えちごトキめきリゾート雪月花」が運行されているが、団体専用のため一般旅客は利用できない。

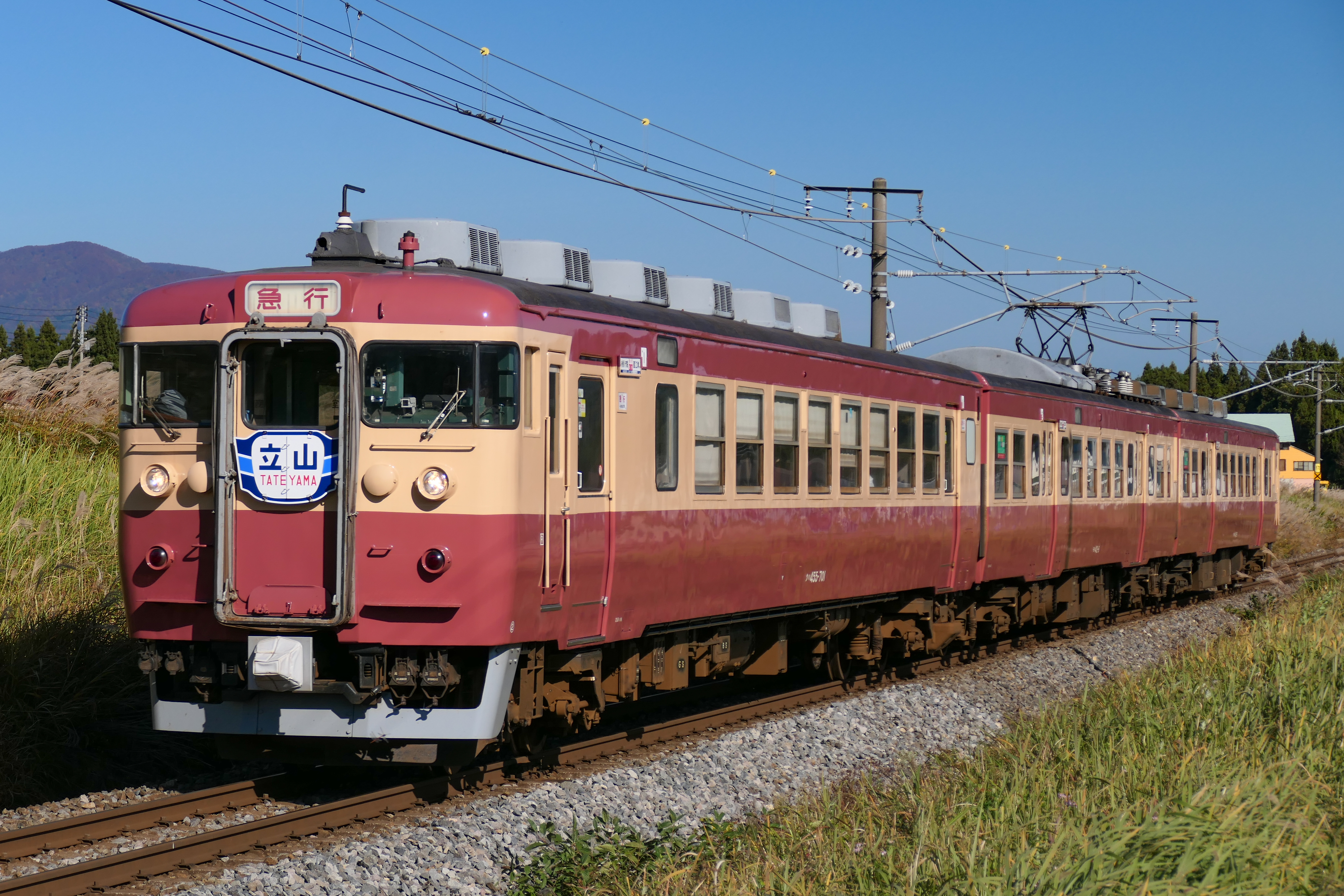
臨時快速列車に使用される413系 （2021年10月）

## 利用状況

### 輸送実績
えちごトキめき鉄道妙高はねうまラインの近年の輸送実績を下表に記す。
表中、輸送人員の単位は万人。輸送人員は年度での値。表中、最高値を赤色で、最高値を記録した年度以降の最低値を青色で、最高値を記録した年度以前の最低値を緑色で表記している。
| 年度別輸送実績     | 年度別輸送実績                  | 年度別輸送実績                  | 年度別輸送実績                  | 年度別輸送実績                  | 年度別輸送実績  | 年度別輸送実績                               |
| 年 度              | 輸送実績（乗車人員）：万人/年度 | 輸送実績（乗車人員）：万人/年度 | 輸送実績（乗車人員）：万人/年度 | 輸送実績（乗車人員）：万人/年度 | 輸送密度 人/1日 | 特記事項                                     |
| ------------------ | ------------------------------- | ------------------------------- | ------------------------------- | ------------------------------- | --------------- | -------------------------------------------- |
| 年 度              | 通勤定期                        | 通学定期                        | 定期外                          | 合計                            | 輸送密度 人/1日 | 特記事項                                     |
| 2014年（平成26年） | 1.8                             | 8.2                             | 10.7                            | 20.7                            | 3,705           | 東日本旅客鉄道から移管・開業（18日間の数値） |
| 2015年（平成27年） | 27.1                            | 175.6                           | 143.4                           | 345.9                           | 2,642           |                                              |
| 2016年（平成28年） | 28.5                            | 180.7                           | 140.5                           | 349.7                           | 2,635           |                                              |
| 2017年（平成29年） | 30.3                            | 186.9                           | 134.6                           | 351.8                           | 2,649           |                                              |
| 2018年（平成30年） | 29.7                            | 184.4                           | 132.9                           | 347.0                           | 2,617           |                                              |
| 2019年（令和元年） | 28.6                            | 184.1                           | 123.2                           | 335.9                           | 2,501           |                                              |
| 2020年（令和2年）  | 28.3                            | 169.9                           | 59.7                            | 257.9                           | 1,786           |                                              |
| 2021年（令和3年）  | 27.8                            | 175.6                           | 68.1                            | 271.5                           |                 |                                              |
| 2022年（令和4年）  | 26.9                            | 173.2                           | 87.4                            | 287.5                           |                 |                                              |

管内鉄軌道事業者輸送実績（国土交通省北陸信越運輸局）、鉄道統計年報運輸成績表（国土交通省）より抜粋。

## 使用車両
移管後の定期列車での使用車両について記述する。特記なき限り電車である。

### 現在の使用車両

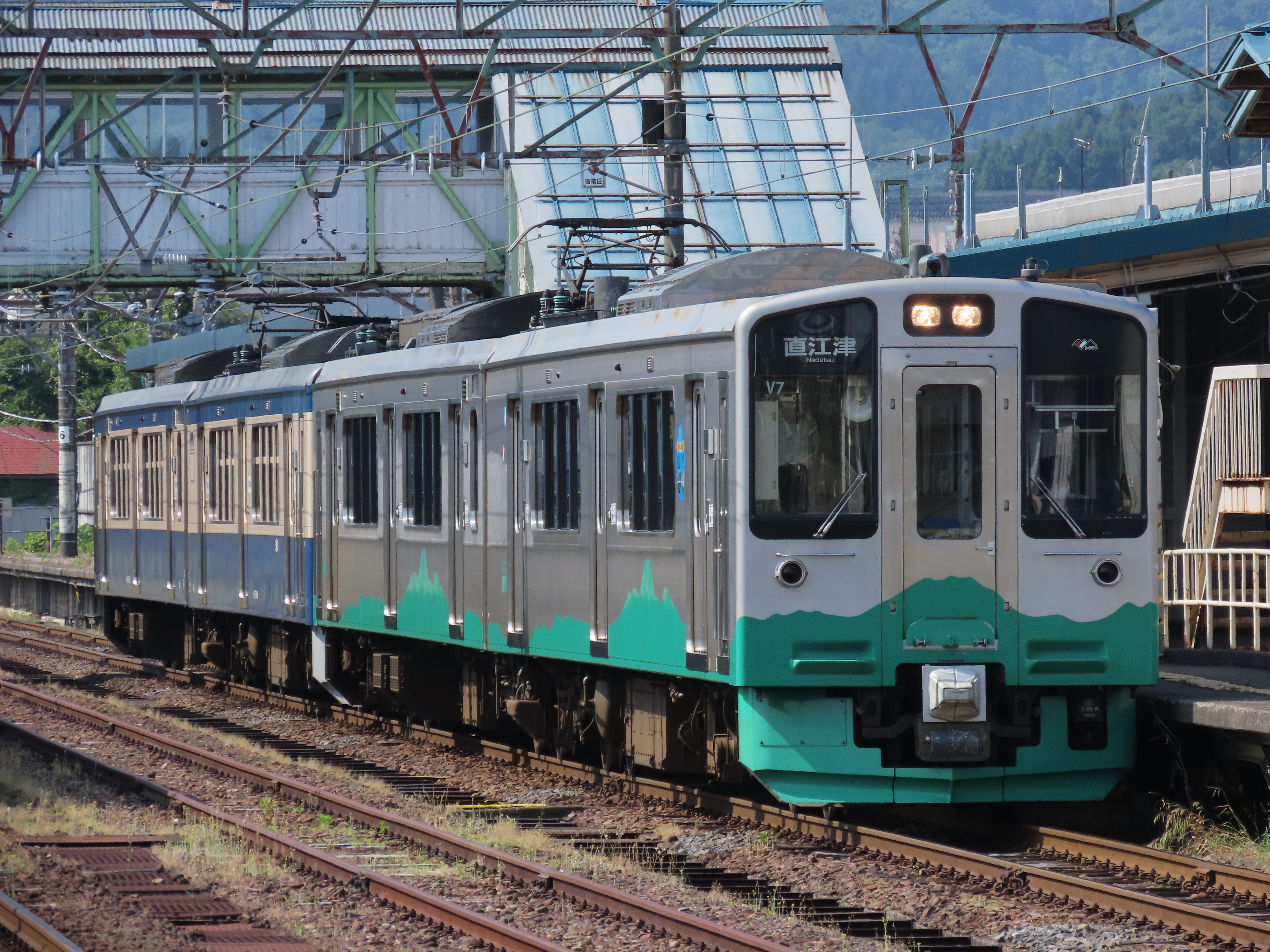
ET127系
全線で運用。
- ET122形
日本海ひすいライン用の気動車。2018年（平成30年）3月17日ダイヤ改正より、日本海ひすいラインとの直通列車およびその折り返しとして、直江津駅 - 新井駅間の1往復で運用[14]。

- ET127系

#### 乗り入れ車両
- E653系（JR東日本新潟車両センター所属）
特急「しらゆき」および普通「おかえり上越」として新井駅 - 直江津駅間で運用。

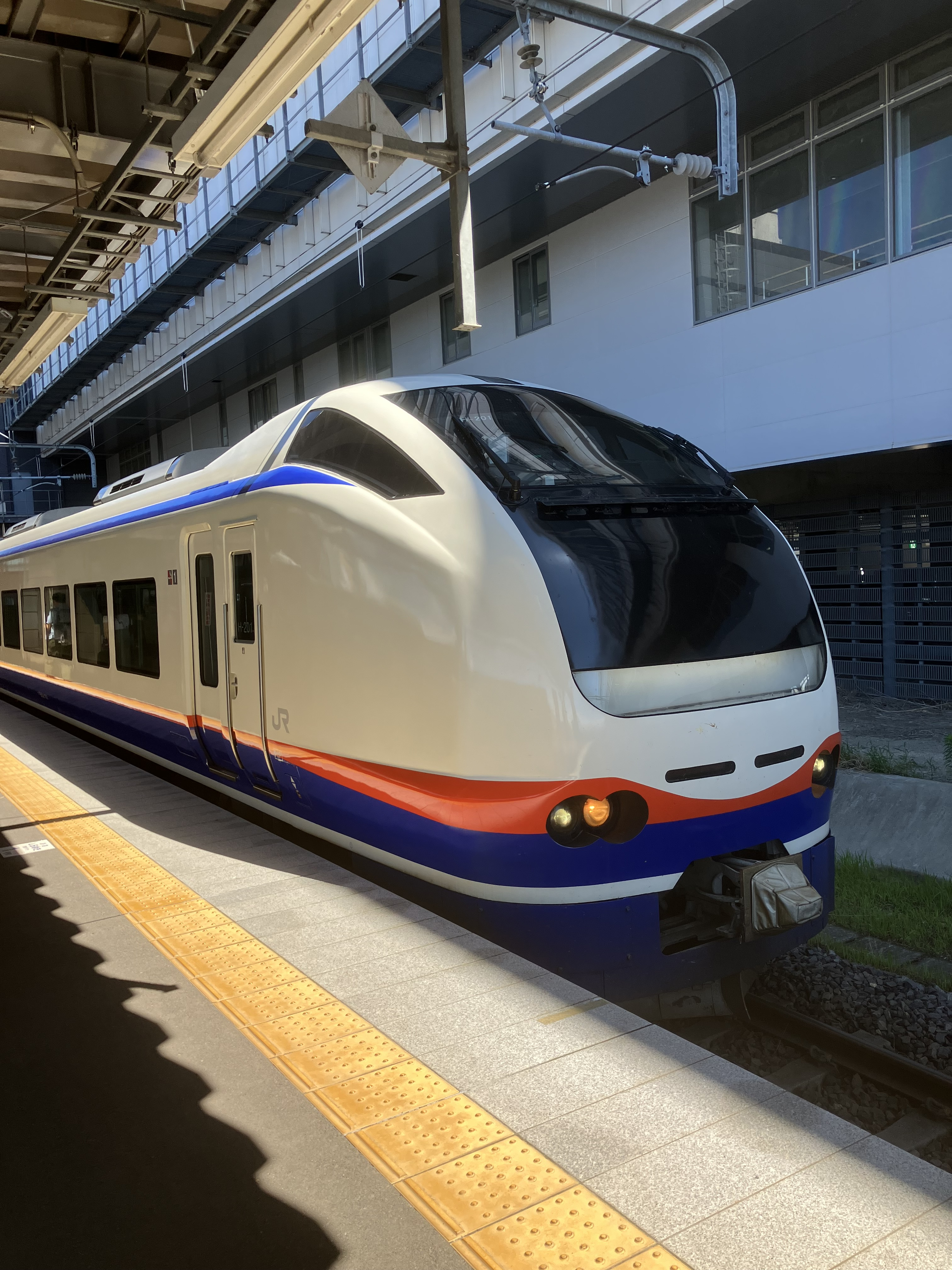
E653系

### 過去の使用車両

#### 乗り入れ車両
- 115系（JR東日本新潟車両センター所属）
新潟駅発新井駅行きの快速列車[34]と、その折り返しの新井駅 - 直江津駅間の普通列車で運用された。2022年3月12日のダイヤ改正で運用を終了した[35]。
- HK100形（北越急行所属）
ほくほく線直通列車およびその折り返し列車として、新井駅 - 直江津駅間の1往復で運用された。2023年3月18日のダイヤ改正で運用を終了した[16]。

## 駅一覧
- 高崎からの営業キロは、軽井沢駅 - 篠ノ井駅間がしなの鉄道移管前のJR東日本時代の1997年3月時点の値。春日山駅は移転前の値（脇野田駅も移転して上越妙高駅となったがキロ程は変更なし）。
- 駅名欄に◇を付した駅は貨物取扱駅（定期貨物列車の発着なし）。
- 停車駅
  - 普通列車は妙高はねうまライン内はすべての駅に停車
  - 土休日の臨時快速列車は△印の駅（北新井駅）を除くすべての駅に停車
  - 特急「しらゆき」、快速「越乃Shu*kura」、観光列車「えちごトキめきリゾート雪月花」は各列車記事参照
- 線路 … ∨：これより下は単線、∧：これより下は複線、◇・◆・｜：単線区間（◇は列車交換可能な駅・信号場、◆はスイッチバック駅）
- 全駅新潟県内に所在。

| 駅名                                         | 営業キロ | 営業キロ      | 営業キロ  | 接続路線                                                                                | 線路 | 所在地 |
| 駅名                                         | 駅間     | 累計          | 累計      | 接続路線                                                                                | 線路 | 所在地 |
| 駅名                                         | 駅間     | 妙高高原 から | 高崎 から | 接続路線                                                                                | 線路 | 所在地 |
| -------------------------------------------- | -------- | ------------- | --------- | --------------------------------------------------------------------------------------- | ---- | ------ |
| 妙高高原駅                                   | -        | 0.0           | 153.1     | しなの鉄道：■北しなの線                                                                 | ∨    | 妙高市 |
| 関山駅                                       | 6.4      | 6.4           | 159.5     |                                                                                         | ◇    | 妙高市 |
| 二本木駅◇ （かがくで、かがやく。日本曹達前） | 8.3      | 14.7          | 167.8     |                                                                                         | ◆    | 上越市 |
| 新井駅◇                                      | 6.3      | 21.0          | 174.1     |                                                                                         | ◇    | 妙高市 |
| 北新井駅△                                    | 2.9      | 23.9          | 177.0     |                                                                                         | ｜   | 妙高市 |
| 上越妙高駅                                   | 3.4      | 27.3          | 180.4     | 東日本旅客鉄道： 北陸新幹線（東京方面） 西日本旅客鉄道： 北陸新幹線（金沢方面）         | ◇    | 上越市 |
| 南高田駅 （有沢製作所前）                    | 1.7      | 29.0          | 182.1     |                                                                                         | ｜   | 上越市 |
| 高田駅                                       | 2.0      | 31.0          | 184.1     |                                                                                         | ◇    | 上越市 |
| 春日山駅                                     | 3.9      | 34.9          | 187.6     |                                                                                         | ｜   | 上越市 |
| 直江津駅                                     | 2.8      | 37.7          | 190.8     | えちごトキめき鉄道：■日本海ひすいライン 東日本旅客鉄道：■信越本線 北越急行：■ほくほく線 | ∧    | 上越市 |

1. ↑  ほくほく線は信越本線の犀潟駅が終点だが、大半の列車が直江津駅へ乗り入れる。

線内10駅のうち、無人駅は関山駅、北新井駅、南高田駅である。
関山駅・二本木駅・北新井駅・南高田駅以外は全て直営駅であり、窓口にて乗車券を買うことができる。直江津駅・春日山駅・高田駅・新井駅・妙高高原駅の5駅にはマルス端末が設置されているほか、JR東日本との共同使用駅である直江津駅にはみどりの窓口が設置されている。なお関山駅については移管時にマルス端末の運用が終了したほか、上越妙高駅はJR側にみどりの窓口が存在するため、開業時よりえちごトキめき側にマルス端末等は設置されていない。

### 新駅設置計画
えちごトキめき鉄道と新潟県、沿線3市では、両路線の駅間が長い市街地区間について新駅設置の検討を進めており、妙高はねうまラインでは二本木駅 - 新井駅間、新井駅 - 北新井駅間、高田駅 - 春日山駅間、春日山駅 - 直江津駅間の計4箇所の候補地について整備方法などを検討している。このうち上越教育大学が近い高田駅 - 春日山駅間については開業初年度の収支黒字が見込まれている。

## その他
- 直江津駅のみ自動改札機が導入されている。かつては高田駅にもあった。